# 조제프 보나파르트 치하의 스페인
나폴레옹 스페인은 프랑스군에 의해 부분적으로 점령된 후 반도 전쟁 동안 조제프 1세에게 충성하는 스페인의 일부였다. 이 기간 동안 프랑스는 프랑스 제1제국의 종속국으로 여겨졌다.
프랑스의 점령에 계속 저항하던 스페인 지역은 스페인에서 나폴레옹 군대를 몰아내기 위해 페르난도 7세에게 충성을 다하고 영국과 포르투갈과 동맹을 맺었다. 이 전쟁은 1812년부터 1813년까지 살라망카와 비토리아에서 벌어진 연합군의 승리로 나폴레옹의 군대가 축출되었다. 발렌시아 조약은 페르난도 7세를 합법적인 스페인 국왕으로 인정했다.

## 연합군의 승리
1813년 3월, 영국-스페인 군대의 위협을 받은 조제프는 수도를 떠났고 연합군의 공세는 강화되었고 6월 빅토리아 전투에서 절정에 달했다. 프랑스군은 1813년 9월 산 세바스티안 공성전이 끝난 후 스페인에서 마침내 퇴각했고, 그래서 귀환의 가능성을 제거했다. 1813년 12월, 발렌시아 조약은 페르디난트 7세의 회복을 규정했다.

## 같이 보기
- 스페인의 역사
- 반도 전쟁
- 반도 전쟁의 연대기
- 나폴레옹 전쟁
- 프랑스어화